# Белов, Борис Геннадьевич
Борис Геннадьевич Белов (род. 2 сентября, 1948 год, Мурманск, СССР) — советский график, мастер декоративно-прикладного искусства, скульптор, живописец. Член Национального Союза Художников Украины (НСХУ), председатель секции Декоративно-прикладного искусства «Золотой Платан» одесского областного отделения НСХУ, старший преподаватель Одесского художественно-профессионального колледжа имени М. Б. Грекова, член Президиума Одесской областной общественной организации "Объединение творческой интеллигенции «Ассамблея». Заслуженный художник Украины (2023).
Ветеран труда с 37 годами непосредственно педагогического стажа; общий трудовой со стажем 53 года. Творческие произведения Бориса Белова хранятся во многочисленных галереях и частных коллекциях разных стран.

## Биография
Родился 2 сентября 1948 г. в г. Мурманск, СССР
С 1963 года проживает в г. Одесса, Украина.
1960—1963 — Учился в художественной студии во Дворце культуры им. С. М. Кирова в городе Мурманск у Алексеева В. А.
В 1968 г. — Окончил скульптурное отделение Одесского государственного художественного училища им. М. Б. Грекова (ныне Одесский художественно-профессиональный колледж имени М. Б. Грекова), дипломная работа — скульптурная композиция «Солнышко», преподаватель Зорин М. Г., Сосновский В. В.
В 1973 г. — Окончил отделение художественного стекла Львовской национальной академии искусств, дипломная работа — витраж для нового технологического корпуса ЛГИПДИ «Стекольное производство» из цветного стекла и метала, преподаватели: Самотос Иван Михайлович, Сельский Роман Юлианович, Соболев А. М.
1973—1984 г. — Художник затем старший и главный художник Романовского стекольного завода на Житомирщине — создал более 400 образцов из стекла и хрусталя для серийного и массового производства с ГЗК и индексом «Н» — (новинка).
С 1984 года работает преподавателем высшей категории на отделении ХДС (художественное декорирование среды) в Одесском художественно-профессиональном колледже им. М. Б. Грекова (бывш. ОГХУ им. М. Б. Грекова). Преподаёт «рисунок», «живопись», «композицию», «профессиональное мастерство» на различных практиках.
С 1989 г. — Член Союза художников СССР в дальнейшем член Национального союза художников Украины.
1997—1999 — Работал художником-оформителем Одесской государственной филармонии

## Творчество
Б. Г. Белов начал свою творческую деятельность с 1976 года, участник областных, всеукраинских, всесоюзных, международных художественных выставок и художественно-промышленных ярмарок в Познани, Алжире, Брно, Лейпциге, Оулу, Регенсбурге, Йокогаме и Загребе.
>

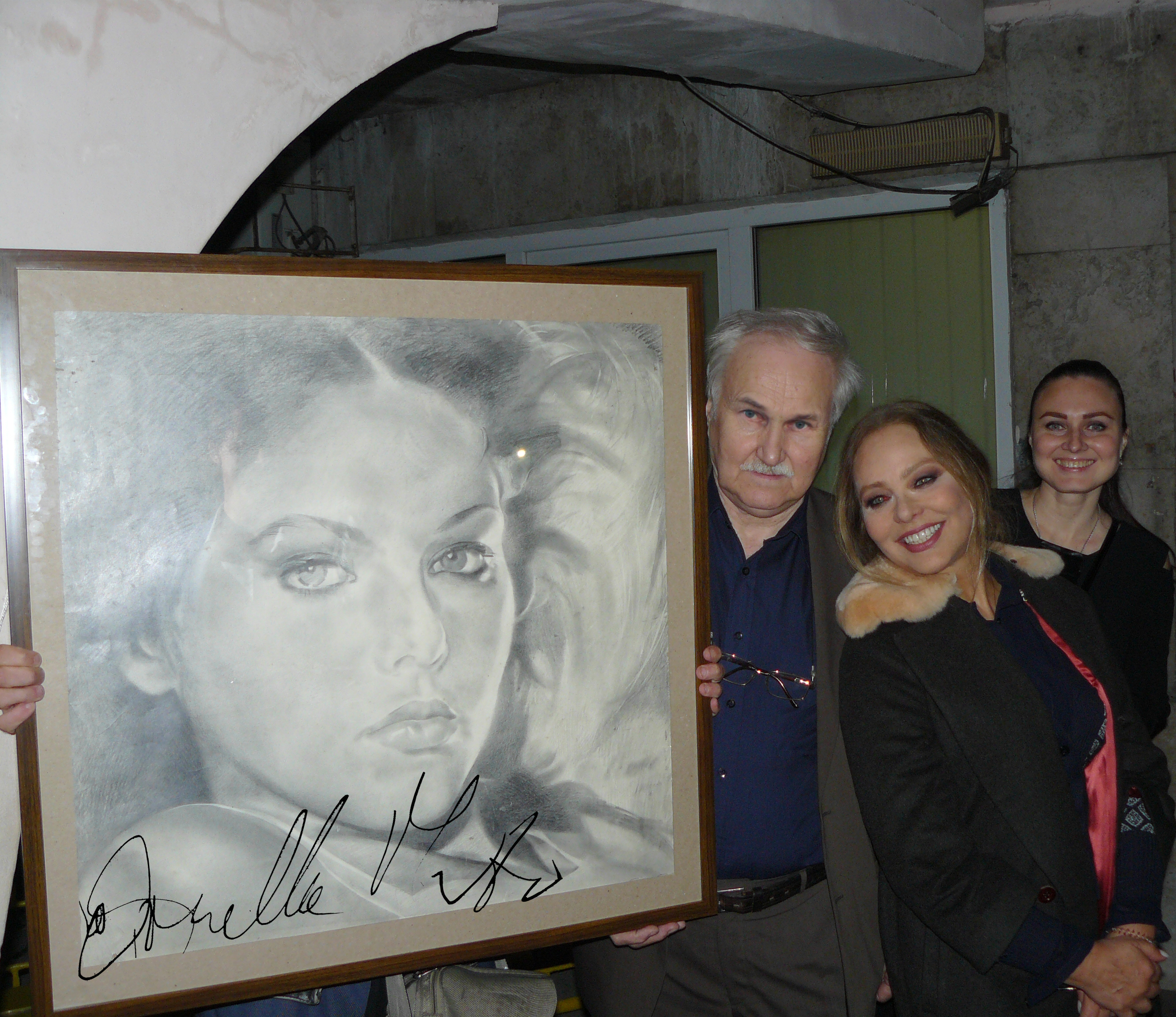
Борис Белов с дочерью Ириной вручает Орнелле Мути созданный им её портрет 2018 г.

Художник декоративно-прикладного искусства, график, скульптор-исполнитель и преподаватель.
Член НСХУ С 1989 года, председатель секции декоративно-прикладного искусства ООО НСХУ «Золотой Платан», творчески работает в области художественного стекла, керамики, графики, живописи и скульптуры.
Создаёт графические портреты в различных техниках (карандаш, акварель, пастель, уголь), создал серии иллюстраций к таким произведениям как — «Моонзунд», «Батый», «Шерлок Холмс», «Пуаро» и т. д.
Стеклянные композиции выполнены преимущественно в гутной технике с ручной доработкой.
Создал декоративные произведения для кинофильмов «10 негритят», «Искусство жить в Одессе», «Гамбринус», «Дафнис и Хлоя», «Мушкетёры двадцать лет спустя» и т. д..
В 2018 году в г. Одесса Борис Белов вручил созданный им портрет прославленной итальянской актрисе Орнелла Мути которая впервые приехала в Украину с театральной постановкой «Суд над ведьмой».
Произведения Бориса Белова хранятся в Измаильской картинной галереи, музее Романовского стеклянного завода, Государственном музее декоративного украинского искусства, Белгород-Днестровском краеведческом музее, фондах Министерства культуры и искусств Украины, Дирекции выставок НСХУ, а так же в музее Тараса Шевченко в Китае и многих частных коллекциях.
Борис Белов участник многих художественных и художественно-исторических передач, о творчестве Бориса Белова написаны статьи в газетах и журналах, творческие произведения публикуются в каталогах и альбомах, показаны в теле и видеофильмах, о его творчестве созданы ряд передач.
Также создаёт произведения в области художественного текстиля, художественной обработки дерева и живописи.

## Общественный деятель
Б. Г. Белов принимает активное участие в культурной, творческой деятельности, являясь членом президиума объединения творческих работников «Ассамблея», консультант в журнале «Выставки Одессы», в работе Арт-кластера, в постоянной комиссии Комитета по культуре ОС Одесской облгосадминистрации, в качестве председателя Ревизионной комиссии профсоюзной организации в ОХПК им. М. Б. Грекова (бывш. ОХУ им. М. Б. Грекова), организатор многочисленных художественных выставок и областных конкурсов. Создатель студенческого музыкального театра. Б. Г. Белов — бессменный курсовой руководитель различных учебных групп разных лет.

## Научная работа
- Автор рабочих программ учебных дисциплин по живописи, рисунку[31], скульптуре, композиции, профессиональному мастерству и обработке стекла[32] — направления подготовки 02 культура и искусство специальности 023 Изобразительное искусство, реставрация. Специализация «Художественное декорирование среды» образовательно-квалификационный уровень «Младший специалист».
- укр. Власний метод (прийом) викладання на прикладі виконання рисунку голови демонстратора у складному звороті.
- укр. Проєкт навчальної програми ХУДОЖНЯ ОБРОБКА СКЛА
- укр. Ідея до проведення конкурсу з Рисунку у навчальних закладах початкової мистецької освіти
- укр. Рабоча програма навчвльної дисципліни «Рисунок». Авторський прийом.
- укр. ПРОЄКТ навчальної програми ХУДОЖНЯ ОБРОБКА СКЛА
- укр. ОЦІНЮВАННЯ ЗАСВОЄНИХ ЗНАНЬ СЛУХАЧАМИ ПІДГОТОВЧИХ КУРСІВ НЗ КМО Предмет «композиція»

## Награды и премии
- 1978 г. — Диплом ВДНХ УССР 2-й ступени ВДНХ УССР, знаком и премией.
- 1980 г. — 3-я и поощрительная премии МПСМ УССР и МПСМ СССР «Олимпиада −80».
- 1983 г. — Почётная Грамота Президиума Верховного Совета УССР и знаком, Указ Президиума Верховного Совета УССР от 14 января.
- 2009, 2013, 2015 г. — Почётная Грамота Председателя Одесской областной государственной администрации.
- 2018 г. — Почётная Грамота управления культуры, национальностей, религий и охраны объектов культурного наследия Одесской облгосадминистрации.
- 2018 г. — Почетный знак отличия Одесского городского головы «Трудовая слава».
- 2023 г. — Заслуженный художник Украины — за значительные заслуги в укреплении украинской государственности, мужество и самоотверженность, проявленные в защите суверенитета и территориальной целостности Украины, весомый личный вклад в развитие разных сфер общественной жизни, отстаивание национальных интересов нашего государства, добросовестное выполнение профессиональной обязанности[33].
- 2024 г. — Лучший певец «ОХФК ім. М.Б.Грекова».